# Курыжов, Давыд Константинович
Давыд Константи́нович Курыжо́в (9 марта 1920 — 21 января 2003) — советский лётчик-штурмовик, участник Великой Отечественной войны, Герой Советского Союза.

## Биография
Давыд Константинович Курыжов родился 9 марта 1920 года в деревне Кузнецово, ныне Богородского района Нижегородской области в крестьянской семье. Русский.
В Красной Армии с 1939 года. В 1941 году окончил Харьковское военно-штурманское училище. Продолжив обучение в Энгельсской школе лётчиков, освоил пилотирование штурмовика Ил-2. Как отличник оставлен в школе в качестве инструктора. Несколько раз подавал рапорт с просьбой отправить его на фронт. Только летом 1943 года его просьба была удовлетворена и в августе он направлен в 810-й штурмовой авиационный полк 225-й штурмовой авиационной дивизии. В 1944 году вступил в ВКП(б)/КПСС.
К февралю 1945 года заместитель командира эскадрильи старший лейтенант Курыжов совершил 95 боевых вылетов в которых уничтожил 5 танков, 15 автомашин, много живой силы противника.
Указом Президиума Верховного Совета СССР от 18 августа 1945 года за образцовое выполнение боевых заданий командования на фронте борьбы с немецко-фашистскими захватчиками и проявленные при этом мужество и героизм старшему лейтенанту Курыжову Давиду Константиновичу присвоено звание Героя Советского Союза.
После войны продолжил службу в военной авиации, три года был командиром эскадрильи, окончил Высшие офицерские лётно-тактические курсы. В 1952 году окончил Военно-политическую академию имени В. И. Ленина, был заместителем командира авиационного полка по политической части. В 1954 году по состоянию здоровья подполковник Курыжов был уволен в запас.
Жил в Домодедово. Некоторое время работал диспетчером аэропорта «Домодедово».
Умер 21 января 2003 года.

## Награды
- Медаль «Золотая Звезда» Героя Советского Союза № 7971;
- орден Ленина;
- два ордена Красного Знамени;
- два ордена Александра Невского;
- орден Отечественной войны 1-й степени;
- орден Отечественной войны 2-й степени;
- орден Красной Звезды;
- медали.

## Память
В городе Домодедово именем героя названа улица, на доме, где он жил, установлена мемориальная доска и средняя школа номер 9 носит имя Героя Советского Союза Курыжова Д.К.